# Чокенешть (острів)
Чокене́шть (рум. Ciocănești, болг. Ветрен) — острів у нижній течії Дунаю. Знаходиться на північ від озера Срібне.
Острів має еліптичну форму: довжина близько 3,5 км, ширина — до 0,8 км, середня висота над Дунаєм — до 15 метрів. Під час повеней низинні ділянки острову опиняються під водою. Слугує місцем поширення та гніздування багатьох видів річкових птахів.
Починаючи з 60-х років XX сторіччя є джерелом територіальних суперечок між Болгарією та Румунією. Де-факто належить до однойменної комуни у повіті Келераш (Румунія).
Обидві країни розташували тут власні біосферні заповідники: «Острів Чокенешть» (рум. Rezervatia naturala Ostrovul Ciocanesti) та «Срібна» (болг. Биосферен резерват Сребърна) відповідно, тому постійного населення тут немає.